# Ткач Ніна Іванівна
Ніна Іванівна Ткач (в дівотцтві Кухаренко; 3 грудня 1926, Василів) — український історик, дослідниця історії України XX століття. Племінниця Н. П. Хрущової.

## Біографія
Народилася 3 грудня 1926 року в селі Василів (нині Ґміна Телятин, Томашівський повіт, Люблінське воєводство, Польща). У 1951 році закінчила юридичний факультет Київського державного університету. У 1951–1954 роках — аспірантка кафедрири історії КПРС Київського державного університету. У 1958–1961 роках — редактор Українського історичного журналу, у 1961–1973 роках — молодший науковий співробітник відділу соціалістичного і комуністичного будівництва, у 1973–1981 роках — старший науковий співробітник відділу соціалістичного будівництва Інституту історії АН УРСР. 1963 року захистила кандидатську дисертацію на тему: «Боротьба партійних організацій України за дальший розвиток і зміцнення колгоспного ладу в період соціалістичної реконструкції народного господарства і перемоги соціалізму в СРСР (1933—1937 рр.)»).

## Наукова діяльність
Досліджувала історію колгоспного будівництва в Україні в радянський період, зв'язки українського народу з іншими народами. Основні праці:
- За ленінським кооперативним планом. — Київ, 1970;
- У праці зміцнюється дружба. — Київ, 1966;
- Боротьба партійних організацій України за піднесення колгоспного виробництва в період між XVII і XVIII з'їздами ВКП(б) (1934—1938 рр.) // 3 історії соціалістичного і комуністичного будівництва на Україні. — Київ, 1963;
- Діяльність партійних організацій України по розгортанню масово-політичної роботи серед колгоспного селянства (1934—1937 рр.) // УІЖ. — 1962. — № 4;
- Організаційно-господарське зміцнення колгоспів України в період перемоги соціалізму (1934—1938 рр.) // УІЖ. — 1961. — № 3.